# Powiat Ráckeve
Powiat Ráckeve (węg. Ráckevei járás) – jeden z piętnastu powiatów komitatu Pest na Węgrzech. Jego powierzchnia wynosi 628,33 km². W 2009 liczył 141 756 mieszkańców (gęstość zaludnienia 225 os./1 km²). Siedzibą władz jest miasto Ráckeve.

## Miejscowości powiatu Ráckeve
- Apaj
- Áporka
- Délegyháza
- Dömsöd
- Dunaharaszti
- Dunavarsány
- Halásztelek
- Kiskunlacháza
- Lórév
- Majosháza
- Makád
- Ráckeve
- Szigetbecse
- Szigetcsép
- Szigethalom
- Szigetszentmárton
- Szigetszentmiklós
- Szigetújfalu
- Taksony
- Tököl